# Svartvattugrundet
Svartvattugrundet är en ö i Finland. Den ligger i Öjasjön och i kommunerna Karleby och Kronoby och landskapet Mellersta Österbotten, i den centrala delen av landet, 400 km norr om huvudstaden Helsingfors. Öns area är 8,9 hektar och dess största längd är 0,6 kilometer i nord-sydlig riktning. I omgivningarna runt Svartvattugrundet växer i huvudsak blandskog.